# Кучугура, Дмитрий Витальевич
Дми́трий Вита́льевич Кучугу́ра (род. 21 октября 2004, Краснодар) — российский футболист, полузащитник клуба «Краснодар», выступающий на правах аренды за «Нефтехимик».

## Карьера

### Клубная
Воспитанник академии «Краснодара». 7 марта 2022 года дебютировал в Премьер-лиге, выйдя на замену на 90-й минуте матча с «Уралом» (2:1), в возрасте 17 лет, 4 месяцев и 14 дней став самым молодым воспитанником академии клуба, сыгравшим в РПЛ за «Краснодар». В декабре 2024 года арендован «Уралом».

### В сборной
Выступал за юношеские сборные России до 16 и до 18 лет. В составе молодёжной национальной сборной провёл 2 матча, забил 2 мяча.

## Статистика выступлений
| Выступление      | Выступление      | Выступление      | Лига | Лига | Кубки | Кубки | Итого | Итого |
| Клуб             | Лига             | Сезон            | Игры | Голы | Игры  | Голы  | Игры  | Голы  |
| ---------------- | ---------------- | ---------------- | ---- | ---- | ----- | ----- | ----- | ----- |
| Краснодар        | РПЛ              | 2021/22          | 1    | 0    | 0     | 0     | 1     | 0     |
| Краснодар        | РПЛ              | 2024/25          | 0    | 0    | 1     | 0     | 1     | 0     |
| Краснодар        | Итого            | Итого            | 1    | 0    | 1     | 0     | 2     | 0     |
| → Краснодар-2    | ФНЛ              | 2021/22          | 7    | 1    | —     | —     | 7     | 1     |
| → Краснодар-2    | ФНЛ              | 2022/23          | 15   | 2    | —     | —     | 15    | 2     |
| → Краснодар-2    | 2.лига"А"        | 2023/24          | 28   | 2    | —     | —     | 28    | 2     |
| → Краснодар-2    | 2.лига"А"        | 2024/25          | 5    | 1    | —     | —     | 5     | 1     |
| → Краснодар-2    | Итого            | Итого            | 55   | 6    | —     | —     | 55    | 6     |
| → Урал           | 1.Лига           | 2024/25          | 2    | 0    | 2     | 0     | 4     | 0     |
| → Урал           | Итого            | Итого            | 2    | 0    | 2     | 0     | 4     | 0     |
| Всего за карьеру | Всего за карьеру | Всего за карьеру | 58   | 6    | 3     | 0     | 61    | 6     |